# Иммалицы
И́ммалицы (карел. Immal) — деревня в составе Олонецкого городского поселения Олонецкого национального района Республики Карелия.

## Общие сведения
Расположена на берегу реки Олонка на автодороге Олонец — Вяртсиля.
В результате сокращения населения в 1957 году деревни Верхняя Еройла, Иссойла, Малая Иммалица, Большая Иммалица, Пески и Петчиля были объединены под общим названием Иммалица.

## Население
| 2002 | 2009 | 2010 | 2013 |
| ---- | ---- | ---- | ---- |
| 193  | ↘169 | ↘160 | ↘154 |